# 中壢票務中心

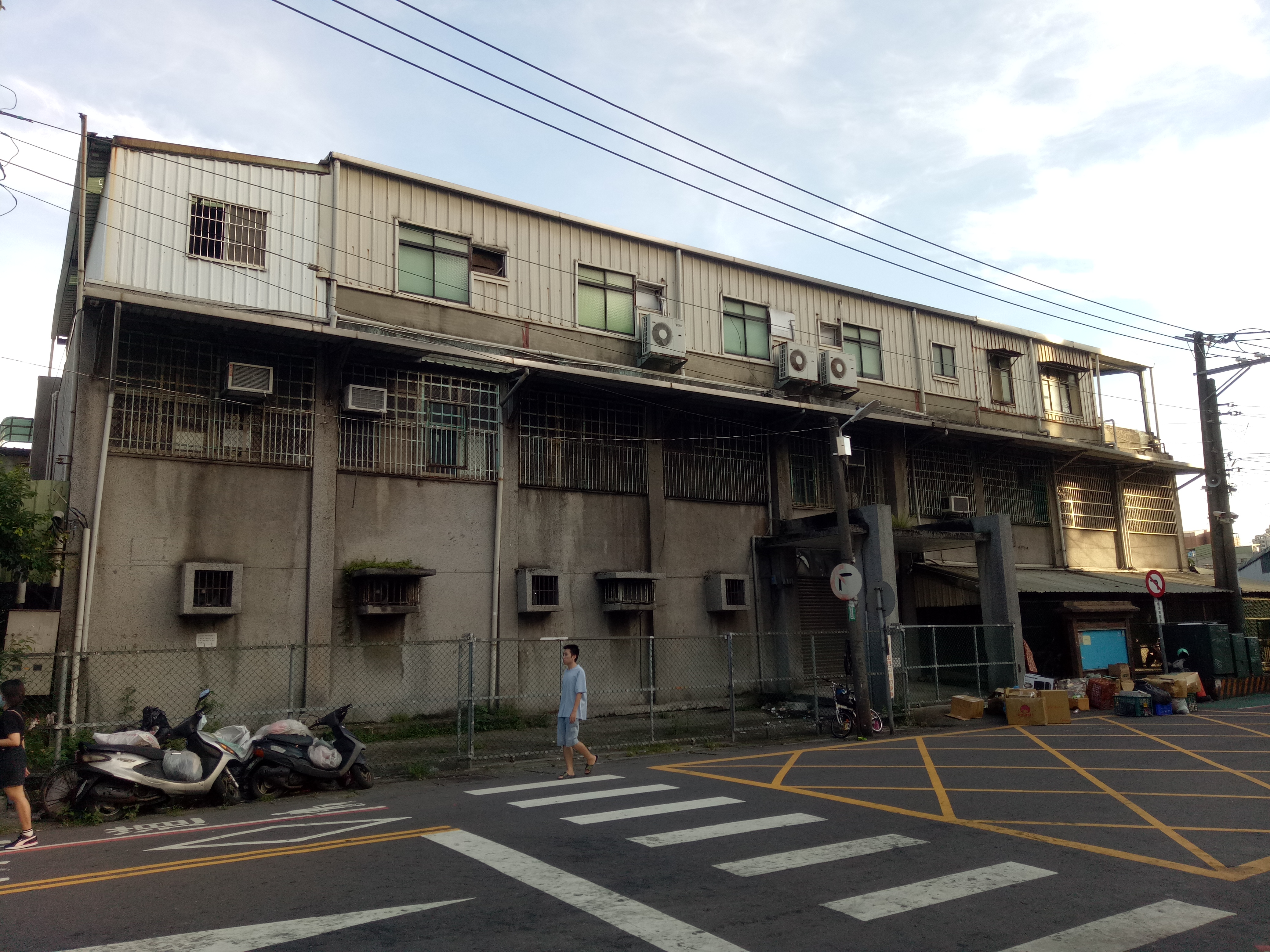
中壢票務中心建築

中壢票務中心位於臺灣桃園市中壢區，鄰近台鐵中壢車站，為一座3層樓建築，曾是台鐵各車站名片式紙本車票的誕生地，同時是台灣唯一仍使用活字排版印刷的台鐵票務中心；包括「永保安康」、「追分成功」等吉祥語車票均在該處印製。台鐵在1984年將總務處印刷廠及會計處檢查課印票所整合為票務中心，並將其遷移至中壢現址。印製房內有9台日治時期向日本購置的印票機，於1987至1991年最高印製量曾每日印製量平均50萬張。但因台鐵局於1991年起在全線各大站安裝電腦售票終端機、自動售票機及車上、車站補票機，導致名片式車票需求量銳減，目前年平均印製約50萬張，且以紀念車票為主。因配合桃園鐵路地下化工程，未來將拆除票務中心，在桃園藝文陣線發起連署希望保存該建物後得以保存。